# Zamostje 2
Zamostje 2 ist der Name eines archäologischen Fundorts am westlichen Ufer der Dubna, südlich der Einmündung der Sulat im Rajon Sergijewo-Possadski in der Oblast Moskau.
Ein internationales Archäologenteam entdeckte dort in den 1980er Jahren mehr als 7.500 Jahre alte Wadennetze und Fischzäune. Die Wadennetze und Fischfallen zeigen eine große Komplexität. Sie gehören zu den ältesten Ausrüstungen in Europa. Zamostje 2 enthält archäologische Horizonte aus der Mittel- und Jungsteinzeit.

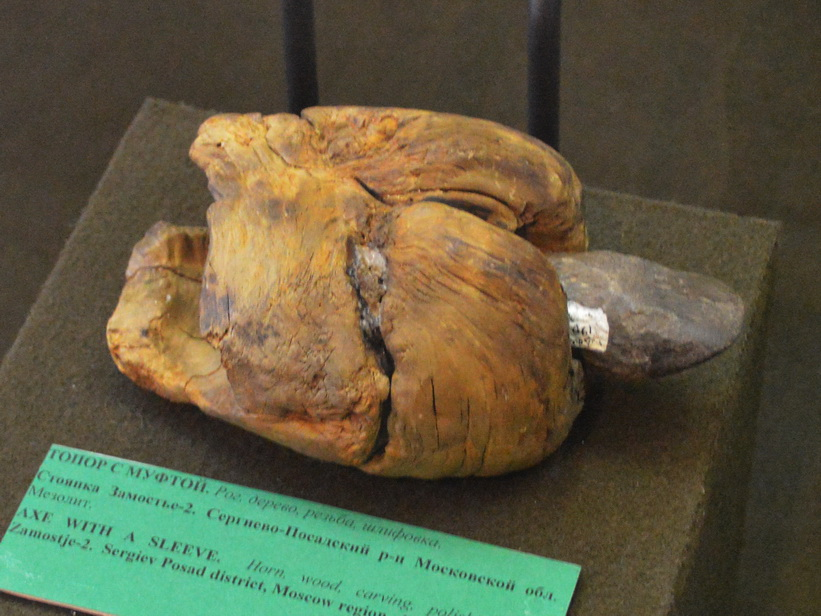
Axt aus Zamostje

Die mesolithischen Menschen jagten im Sommer und Winter Standwild, den Fischfang übten sie im Frühjahr und Frühsommer aus und die Ernte wilder Beeren und Früchte am Ende des Sommers und im Herbst. Die Fischerei spielte eine wichtige Rolle. Das Produkt war leicht zu erhalten und durch Trocknen und Räuchern haltbar zu machen. Das Team grub auch Haken, Harpunen und Nadeln für die Herstellung und Reparatur von Netzen, Netzsenker und -schwimmer sowie Messer aus Elchrippen zum Zerlegen und Reinigen der Fische aus.
Die Ausrüstung zeigt eine hoch entwickelte Technologie für die verschiedenen Fangtechniken. Zwei große hölzerne Fischzäune aus mit Korbweide verwobenen Kiefernstangen sind sehr gut erhalten. Sie gehören zu den ältesten derartigen Objekten und zu den am besten erhaltenen organischen Materialien, da immer noch einige aus Pflanzenfasern hergestellte Verbindungsseile existieren.